# W.C. Handy
William Christopher (W.C.) Handy, född 16 november 1873 i Florence i Alabama, död 28 mars 1958 i New York i New York, var en amerikansk kornettist, sångare och blueskompositör, känd som the Father of the Blues.

## Biografi
Handy spelade som ung med the Bessemer Brass Band, men framträdde också som sångare, bland annat med en vokalkvartett vid den stora utställningen i Chicago 1893. 1896-1903 ingick han i orkestern Mahara's Minstrels där han var kornettsolist och sedermera även musikalisk ledare. Parallellt med detta bedrev han också formella musikstudier. Han ledde därefter egna orkestrar, framför allt i sydstaterna, och påbörjade sin framgångsrika karriär som kompositör (se nedan).
1918 slog sig Handy ner i New York där han tillsammans med kollegan Harry H. Pace startade ett musikförlag (samt 1921-23 ett därtill kopplat skivbolag, Black Swan), något som kom att bli hans huvudsakliga verksamhet sedan en ögonsjukdom gjort honom blind i början av 1920-talet. Han fortsatte dock att även göra sporadiska framträdanden som musiker och orkesterledare fram till dess att han 1943 delvis invalidiserades efter ett fall ned på spåret i New Yorks tunnelbana.

## Kompositioner
Handy var upphovsman till en lång rad klassiska bluesnummer som Memphis Blues (1912), St. Louis Blues (1914), Yellow Dog Blues, Beale Street Blues med flera. Det är dock i flera fall oklart i vilken utsträckning dessa nummer är Handys helt egna verk eller snarare nedteckningar eller bearbetningar av traditionella bluesmelodier. 

## Skivinspelningar
Sedan skivbolaget Victor 1917 fått en stor försäljningsframgång med Original Dixieland Jazz Band skrev konkurrenten Columbia som ett motdrag samma år kontrakt med Handy, vilken gjorde ett tiotal inspelningar för bolaget. Hans orkester lät vid denna tid dock mer som en marschorkester än ett jazzband. Senare gjorde Handy även skivinspelningar för Lyratone (1919), Paramount (1922; även utgivna på Handys eget märke Black Swan) och Okeh (1923). 1938 gjorde han också ett antal dokumenterande inspelningar för Library of Congress i Washington där han sjöng till eget gitarrackompanjemang.